# Гнєденко Борис Володимирович
Гнєде́нко Бори́с Володи́мирович (нар. 1 січня 1912, м. Симбірськ, Російська імперія — пом. 27 грудня 1995, Москва)  — український та російський математик, академік НАН України, директор Інституту математики НАН України, лауреат премії імені П. Чебишева.

## Біографія
Науковий шлях Б. В. Гнєденка можна розбити на чотири етапи.

### Перший етап— текстильний інститут (1930—1934)
Перший етап — пройшов на кафедрі математики текстильного інституту в м. Іваново, куди був скерований в 1930 р. після закінчення Саратовського університету. Там Б. В. Гнєденко прийшов до переконання, що повноцінна творча життя математика пов'язана з широким використанням математичних методів у вирішенні завдань практики і одночасному розвитку математичних методів, без чого неможливо глибоке вивчення і задоволення самих потреб практики. У іванівський період він захопився теорією ймовірностей.

### Другий етап— дослідна робота в Москві (1934—1945)
У 1934 р. Б. В. Гнєденко вступив до аспірантури Московського університету. Його науковими керівниками стали А. Я. Хинчин і А. Н. Колмогоров. Щотижня збирався загальноміський семінар з теорії ймовірностей, де з новими результатами виступали відомі вчені А. Н. Колмогоров, Є. Є. Слуцький, Н. В. Смирнов, А. Я. Хинчин, а також аспіранти, молоді фізики, біологи й інженери. Б. В. Гнєденко захопився граничними теоремами для сум незалежних випадкових величин. У червні 1937 р. він захистив кандидатську дисертацію «Про деякі результати з теорії безмежно-подільних розподілів», а на початку червня 1941 р. — захистив докторську дисертацію, що складається з двох частин: теорії підсумовування незалежних випадкових величин і теорії максимального члена варіаційного ряду. У роки Великої Вітчизняної війни Б. В. Гнєденко брав активну участь у вирішенні численних завдань, пов'язаних з обороною країни.

### Третій етап— український (1945—1960)
Восени 1944 р. М. М. Боголюбов, який вже в той час вважався одним з найсильнішіх математиків Радянського Союзу, запропонував переїхати на роботу в Україну і Б. В. Гнєденко погодився.
У 1945 р. Академія наук Української РСР обрала Б. В. Гнєденко своїм членом-кореспондентом і направила його до Львова, де він відновлював Львівський університет і організовував установи Академії наук УРСР. У Львові Б. В. Гнєденко читав різноманітні курси: математичний аналіз, варіаційне числення, теорію аналітичних функцій, теорію ймовірностей, математичну статистику та ін. Його наукова робота в цей період також була досить різноманітна. Йому вдалося довести в остаточному формулюванні локальну граничну теорему для незалежних, однаково розподілених гратчастих доданків (1948 р.). Тут почалися дослідження з непараметрическим методам статистики, була закінчена робота над підручником «Курс теорії ймовірностей» (перше видання — 1949 р.) і монографією «Граничні розподіли для сум незалежних випадкових величин».
У 1946 Б. В. знайомиться з Катериною Рвачовою (у шлюбі Ющенко), яка під його керівництвом отримує вагомі результати в галузі теорії імовірності: довела вагому для застосування в квантовій механіці теорему щодо законів багатовимірних стійких динамічних розподілів.
У 1948 р. Б. В. Гнєденка вибирають дійсним членом Українською АН.
У 1950 Президія АН УРСР перевів Б. В. до Києва, де в Інституті математики АН УРСР був організований відділ теорії ймовірностей і математичної статистики. За запрошенням Б. В. Гнєденка до цієї лабораторії переводиться його учениця К. Л. Рвачова (Ющенко), яка у 1950 р. починає очолювати обчислювальну лабораторію, створену О. Ю. Ішлінським.
Одночасно Б. В. завідував кафедрою математичного аналізу в Київському університеті.Природно, що дуже скоро навколо нього утворилася група математичної молоді, який захопився теорією ймовірностей і завданнями математичної статистики. Першими київськими учнями Б. В. були В. С. Королюк та В. С. Михалевич, згодом відомі вчені. Характерно для Б. В., що в Києві він організував міський семінар з історії математики при Інституті математики АН УРСР. Він об'єднав багатьох учених, що працюють в галузі історії науки.
Одразу після прийняття до експлуатації комп'ютера МЕСМ, його починає використовувати обчислювальна лабораторія при Інституті математики АН УРСР.
У 1953–1954 рр. Б. В. працював в НДР. Одразу після повернення з НДР, у 1954 р., з остаточним переїздом керівника лабораторії обчислювальної техніки С. О. Лебедєва в Москву, обчислювальну лабораторію при Інституті математики АН УРСР та лабораторію обчислювальної техніки Інституту електродинаміки НАН України разом з МЕСМ об'єднують та підпорядковують Інституту математики АН УРСР, а керівництво доручають Б. В. Гнєденку. Одночасно Б. В. Гнєденко очолює Інститут математики АН УРСР та починає організовувати створення Обчислювального центру при АН УРСР.
У 1954 р. під керівництвом Б. В. Гнєденка, Л. Н. Дашевського та К. Л. Ющенко розпочинається створення великого асинхронного комп'ютера, який з 1956 р. отримує назву «Київ». Б. В. Гнєденко приділяє велику увагу розробці математичного (програмного) забезпечення цього комп'ютера, організовує семінари, залучає до програмування В. С. Королюка, якому з 1955/56р. доручає читання лекцій по адресному методу програмуванню в КГУ. Б. В. Гнєденко сприяє виданню в КГУ обмеженим тиражем першого в радянському союзі підручника по програмуванню (В. С. Королюк, К. Л. Ющенко, 1957 р.), який побачив світ після його перевидання у Москві у 1961 р. Цей підручник було перекладено та видано у Угорщині, Румунії, НДР, Югославії, Данії та Франції.
У ті роки в лабораторії обчислювальної техніки була розроблена спеціалізована машини для розв'язання систем лінійних алгебраїчних рівнянь
Широка організаційна діяльність не послабила наукової та педагогічної діяльності Б. В. Гнєденко. Саме до цього періоду відноситься початок розробки ним двох нових напрямів прикладних наукових досліджень — теорії масового обслуговування та питань використання математичних методів у сучасній медицині.

### Четвертий етап— повернення до Москви (1960—1995)
У 1960 р. Б. В. переїхав до Москви і відновив роботу в Московському університеті. Відразу ж Б. В. організував московський семінар з математичної теорії надійності та теорії масового обслуговування, що привернув численних учасників. Велику увагу Б. В. приділяв розробці основ теорії надійності, вирішення завдань теорії резервування з відновленням, оптимальної профілактики, управління якістю промислової продукції в процесі виробництва.
У 1965 р. А. Н. Колмогоров передав Б. В. керівництво кафедрою теорії ймовірностей механіко-математичного факультету МДУ, якою він завідував до своїх останніх днів.
Методологічними проблемами математики Б. В. систематично цікавився з кінця 1950-х років. Він — член наукової ради при Президії АН СРСР з філософських проблем природознавства. З перших днів Товариства з розповсюдження наукових і політичних знань (товариство «Знання») він бере активну участь у його роботі. Життєвому та науковому шляху Б. В. присвячена стаття та інші публікації.
Загальна кількість опублікованих наукових праць Б. В. наближається до тисячі.

## Нагороди
- Почесний доктор Берлінського університету ім. Гумбольдта, (1976 р.)
- Почесний доктор Афінського університету, (1993 р.)
- Є членом Королівського Статистичного товариства (Велика Британія) та членом редколлегій низки вітчизняних і закордонних журналів.
- Орден Трудового Червоного Прапора, (1954 р.)
- Орден Дружби народів, (1981 р.)
- Орден за Заслуги перед Вітчизною (в сріблі) (1974 р., НДР),
- Медаль «За оборону Москви», (1944 р.),
- Медаль «За доблесну працю у Великій Вітчизняній війні 1941—1945 рр.», (1946 р.),
- Золота медаль імені С. І. Вавилова, (1974 р.),
- Нагрудний знак Відмінник освіти СРСР та Відмінник просвіти РСФСР.